# Cerambycinae
Els cerambicins (Cerambycinae) són una  subfamília de coleòpters dins de la família Cerambycidae. Poden ser d'aparença molt diversa, però en general tenen les antenes de grandària mitjana i  llarga i el cos prim. Hi ha prop de 6000 espècies descrites.

## Aparença
Són espècies variades de mides, que poden anar de petites a molt grans (30-100 mm), i en general són primes. Moltes són de color negre o marró, vermell unes altres, groc i negre (imitant vespes) o metàl·lic. Les antenes tenen, almenys, la meitat del llarg del cos, i amb freqüència són més llargues que el cos. El cap és relativament petit i dirigida obliquament endavant i avall. Les potes són llargues i primes en la majoria de les espècies.

## Cicle vital
La majoria d'aquests escarabats tenen les larves a la fusta morta/podrida, el desenvolupament de les quals, sovint, necessiten diversos anys per a arribar a la maduresa. Els adults de moltes espècies sovint visiten les flors.

## Plagues
La subfamília inclou algunes espècies que poden fer mal a la fusta i a la construcció d'habitatges, la més coneguda i preocupant és  el corc gros (Hylotrupes bajulus). La majoria de les espècies són considerades com inofensives per als éssers humans, no obstant això, moltes es veuen amenaçades per l'activitat humana, especialment en el sector forestal per l'eliminació de fusta morta i arbres vells del bosc que es realitza els últims anys.

## Tribus
La subfamilia Cerambycinae conté les següents tribus:
1. Acangassuini Galileo & Martins, 2001
2. Achrysonini Lacordaire, 1869
3. Agallissini LeConte, 1873
4. Alanizini Di Iorio, 2003
5. Amphoecini Breuning, 1951
6. Anaglyptini Lacordaire, 1869
7. Aphanasiini Lacordaire, 1868
8. Aphneopini Lacordaire, 1868
9. Auxesini Lacordaire, 1872
10. Basipterini Fragoso, Monne & Campos Seabra, 1987
11. Bimiini Lacordaire, 1868
12. Bothriospilini Lane, 1950
13. Brachypteromini Sama, 2008
14. Callichromatini Blanchard, 1845
15. Callidiini Mulsant, 1839
16. Callidiopini Lacordaire, 1868
17. Cerambycini Latreille, 1802
18. Certallini Fairmaire, 1864
19. Chlidonini Waterhouse, 1879
20. Cleomenini Lacordaire, 1868
21. Clytini Mulsant, 1839
22. Coelarthrini Lacordaire, 1869
23. Compsocerini Thomson, 1864
24. Coptommatini Lacordaire, 1869
25. Curiini LeConte, 1873
26. Dedyini Lepesme & Breuning, 1955
27. Deilini Fairmaire, 1864
28. Dejanirini Lacordaire, 1868
29. Diorini Lane, 1950
30. Distichocerini Pascoe, 1867
31. Dodecosini Aurivillius, 1912
32. Dryobiini Linsley, 1964
33. Dychophyiini Gistel, 1848
34. Eburiini Blanchard, 1845
35. Ectenessini Martins, 1998
36. Elaphidiini Thomson, 1864
37. Eligmodermini Lacordaire, 1868
38. Erlandiini Aurivillius, 1912
39. Eroschemini Lacordaire, 1868
40. Eumichthini Linsley, 1940
41. Gahaniini Quentin & Villiers, 1969
42. Glaucytini Lacordaire, 1868
43. Graciliini Mulsant, 1839
44. Hesperophanini Mulsant, 1839
45. Hesthesini Pascoe, 1867
46. Heteropsini Lacordaire 1868
47. Hexoplonini Martins, 2006
48. Holopleurini Chemsak & Linsley, 1974
49. Holopterini Lacordaire, 1868
50. Hyboderini Linsley, 1940
51. Hylotrupini Rose, 1983
52. Ibidionini Thomson, 1861
53. Ideratini Martins & Napp, 2009
54. Lissonotini Thomson, 1860
55. Luscosmodicini Martins, 2003
56. Macronini Lacordaire, 1868
57. Megacoelini Quentin & Villiers, 1969
58. Methiini Thomson, 1860
59. Molorchini Mulsant, 1863
60. Mythodini Lacordaire, 1868
61. Necydalopsini Lacordaire, 1868
62. Neocorini Martins, 2005
63. Neostenini Lacordaire, 1868
64. Obriini Mulsant, 1839
65. Oedenoderini Aurivillius, 1912
66. Oemini Pascoe, 1869
67. Opsimini LeConte, 1813
68. Oxycoleini Martins & Galileo, 2003
69. Paraholopterini Martins, 1997
70. Phalotini Lacordaire, 1868
71. Phlyctaenodini Lacordaire, 1868
72. Phoracanthini Newman, 1840
73. Phyllarthriini Lepesme & Breuning, 1956
74. Piezocerini Lacordaire, 1869
75. Platyarthrini Bates, 1870
76. Plectogasterini Quentin & Villiers, 1969
77. Plectromerini Nearns & Braham, 2008
78. Pleiarthrocerini Lane, 1950
79. Plesioclytini Wappes & Skelly, 2015
80. Proholopterini Monné, 2012
81. Protaxini Gahan, 1906
82. Prothemini Lacordaire, 1868
83. Psebiini Lacordaire, 1869
84. Pseudocephalini Aurivillius, 1912 (1861)
85. Pseudolepturini Thomson, 1861
86. Psilomorphini Lacordaire, 1868
87. Pteroplatini Thomson, 1861
88. Pyrestini Lacordaire, 1868
89. Pytheini Thomson, 1864
90. Rhagiomorphini Newman, 1841
91. Rhinotragini Thomson, 1860
92. Rhopalophorini Blanchard, 1845
93. Sestyrini Lacordaire, 1868
94. Smodicini Lacordaire, 1869
95. Spintheriini Lacordaire, 1869
96. Stenhomalini Miroshnikov, 1989
97. Stenoderini Pascoe, 1867
98. Stenopterini Fairmaire, 1864
99. Strongylurini Lacordaire, 1868
100. Sydacini Martins, 2014
101. Tessarommatini Lacordaire, 1868
102. Thraniini Gahan, 1906
103. Thyrsiini Marinoni & Napp, 1984
104. Tillomorphini Lacordaire, 1869
105. Torneutini Thomson, 1861
106. Trachyderini Dupont, 1836
107. Tragocerini Pascoe, 1867
108. Trichomesini Pascoe, 1859
109. Trigonarthrini Villiers, 1984
110. Tropidini Martins & Galileo, 2007
111. Tropocalymmatini Lacordaire, 1868
112. Typhocesini Lacordaire, 1868
113. Unxiini Napp, 2007
114. Uracanthini Blanchard, 1853
115. Vesperellini Sama, 2008
116. Xystrocerini Blanchard, 1845

Genera incertae sedis
- Acanthoptera Perty, 1832
- Acideres Guérin-Méneville, 1858
- Allensundholmia Ślipiński & Escalona, 2016
- Atelopteryx Lacordaire, 1869
- Australodon Escalona & Ślipiński, 2011
- Calderia Ślipiński & Escalona, 2016
- Callisphyris Newman, 1840
- Cauarana Lane, 1974
- Chrisreidia Ślipiński & Escalona, 2016
- Championa Bates, 1880
- Dekeyzeria Ślipiński & Escalona, 2016
- Dendrides Dillon & Dillon, 1952
- Hasenpuschia Ślipiński & Escalona, 2016
- Hephaestioides Zajciw, 1961
- Hephaestion Newman, 1840
- Katerina Ślipiński & Escalona, 2016
- Kurandanus Ślipiński & Escalona, 2016
- Mendesina Lane, 1974
- Myacopterus Fairmaire, 1893
- Neclamia Lepesme & Breuning, 1952
- Oihus Dillon & Dillon, 1952
- Parahephaestion Melzer, 1930
- Planopus Bosq, 1953
- Rentzonella Ślipiński & Escalona, 2016
- Rhathymoscelis Thomson, 1861
- Stenorhopalus Blanchard, 1851
- Wattlemoria Ślipiński & Escalona, 2016